# Henri Navarre

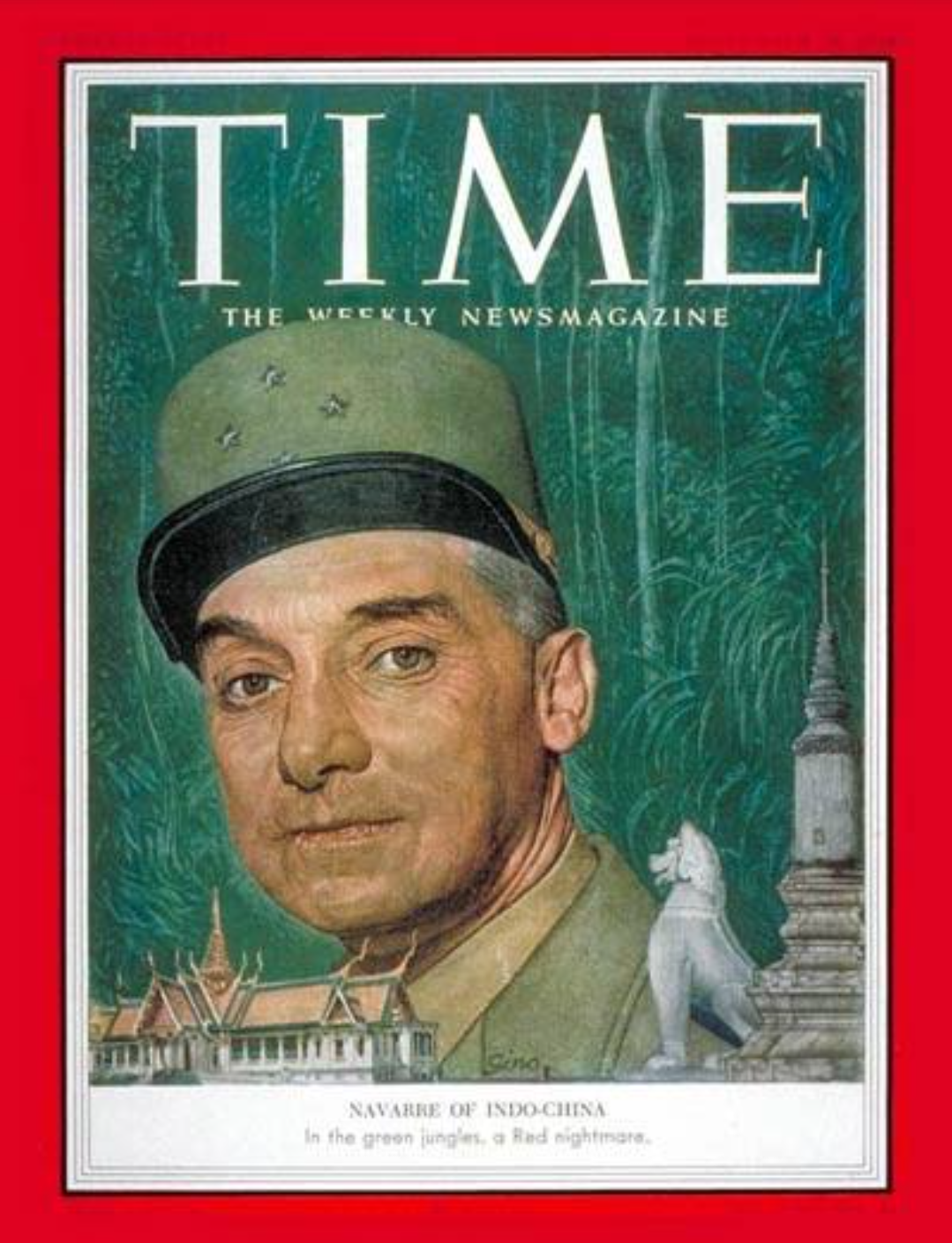
El general francés Henri Navarre siendo portada del famoso periódico "TIME"

El general Henri Navarre (Villefranche-de-Rouergue, Aveyron; 31 de julio de 1898-París; 26 de septiembre de 1983). Fue un militar que participó en la guerra de Indochina Francesa (que comprendía a Tonkin, Annam y Cochinchina -tres regiones que hoy integran Vietnam-, más Laos y Camboya). Tomó el mando de las fuerzas militares sucediendo al general Raoul Salan, en un momento en que éstas se encontraban a la defensiva. Puso a punto un plan para atraer a los Vietminh a una batalla abierta, en el curso de la cual la capacidad de fuego francesa debía aniquilar a las fuerzas de Giap. El lugar elegido por el General Navarre era Dien Bien Phu, una aldea situada al noroeste de Vietnam, aproximadamente a 300 km al oeste de Hanói.
Mientras él y su tropa permanecían atrincherados en «la cubeta» de Dien Bien Phu creyéndose inexpugnables, el general Giap lograba transportar gran cantidad de artillería y reunir al otro lado de las colinas un impresionante cuerpo de batalla que desde el 13 de marzo hasta el 7 de mayo estranguló paciente y cruelmente a las fuerzas francesas, desprovistas de medios y sin los refuerzos que París había prometido enviar.
El 17 de marzo el Vietminh había inutilizado ya la pista de aterrizaje construida por los franceses: era el primer síntoma del desastre; el general Navarre pidió una y otra vez una intervención estadounidense, consciente de su error estratégico. Pero el presidente Eisenhower no quiso saber nada, temiendo que una intervención directa contra el Vietminh -y por lo tanto contra los chinos- supusiera una internacionalización de conflicto. Por lo tanto, los franceses se rindieron, concediendo la independencia a Indochina, dividiendo la zona en cuatro partes, Laos, Vietnam del Norte (al norte del paralelo 17.º), Camboya y Vietnam del Sur (donde se estableció una dictadura de Ngo Dinh Diem apoyada por EE. UU.).

## Fuente
- Hemeroteca del Mundo

- Datos: Q1354290